# Henry Allcock
Pour les articles homonymes, voir Allcock.
Henry Allcock, né le 26 janvier 1759 à Birmingham et mort le 22 février 1808 à Québec, est un juriste britannique.

## Biographie
Ses obsèques sont célébrés à la cathédrale de la Sainte-Trinité de Québec et il est inhumé au cimetière St. Matthew.